# کلیسای جامع متروپولیتن کیتو
کلیسای جامع متروپولیتن کیتو (اسپانیایی: Catedral Metropolitana de Quito) یک کلیسای جامع (کاتدرال) کاتولیک در کیتو، پایتخت اکوادور، است. در ضلع جنوب‌غربی میدان ایندیپندنسیا (میدان بزرگ شهر) واقع شده است، و ساختمان قبلی آن از سال ۱۵۴۵ تا ۱۸۴۸ به عنوان مقر اسقف‌نشین کیتو بود، زمانی که به اسقف‌نشینی ارتقا یافت. در سال ۱۹۹۵، این کلیسا به کلیسای جامع اکوادور ارتقا یافت و آن را به قدیمی‌ترین کلیسای کاتولیک در کشور تبدیل کرد.

## نگارخانه

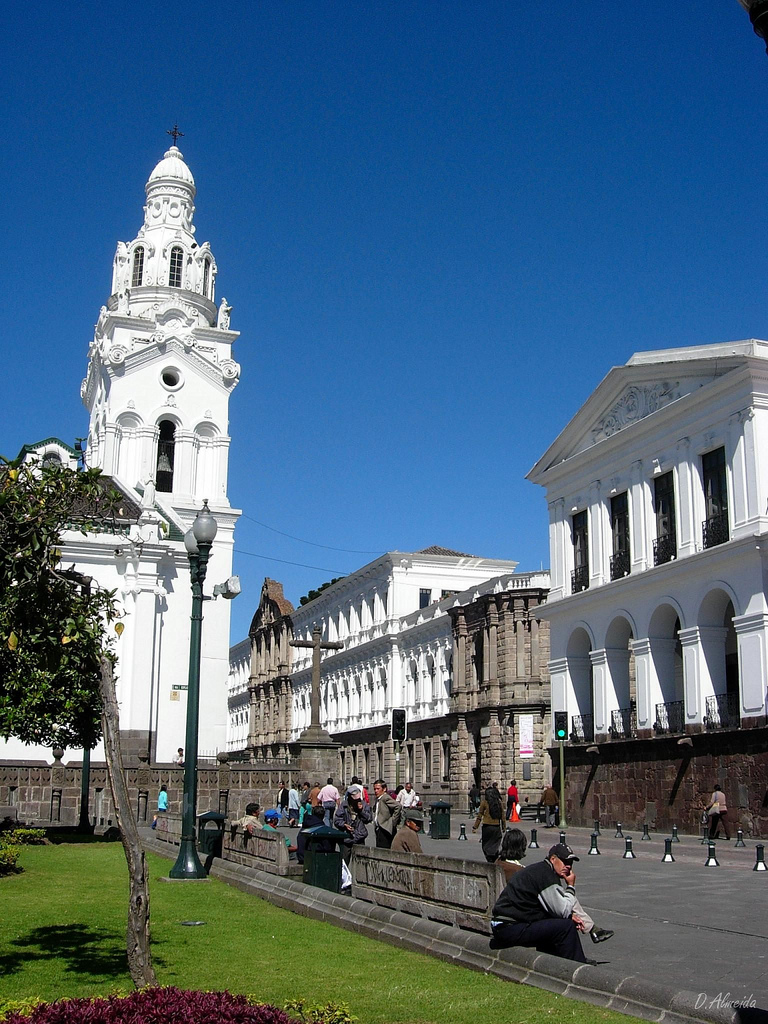
برج ناقوس
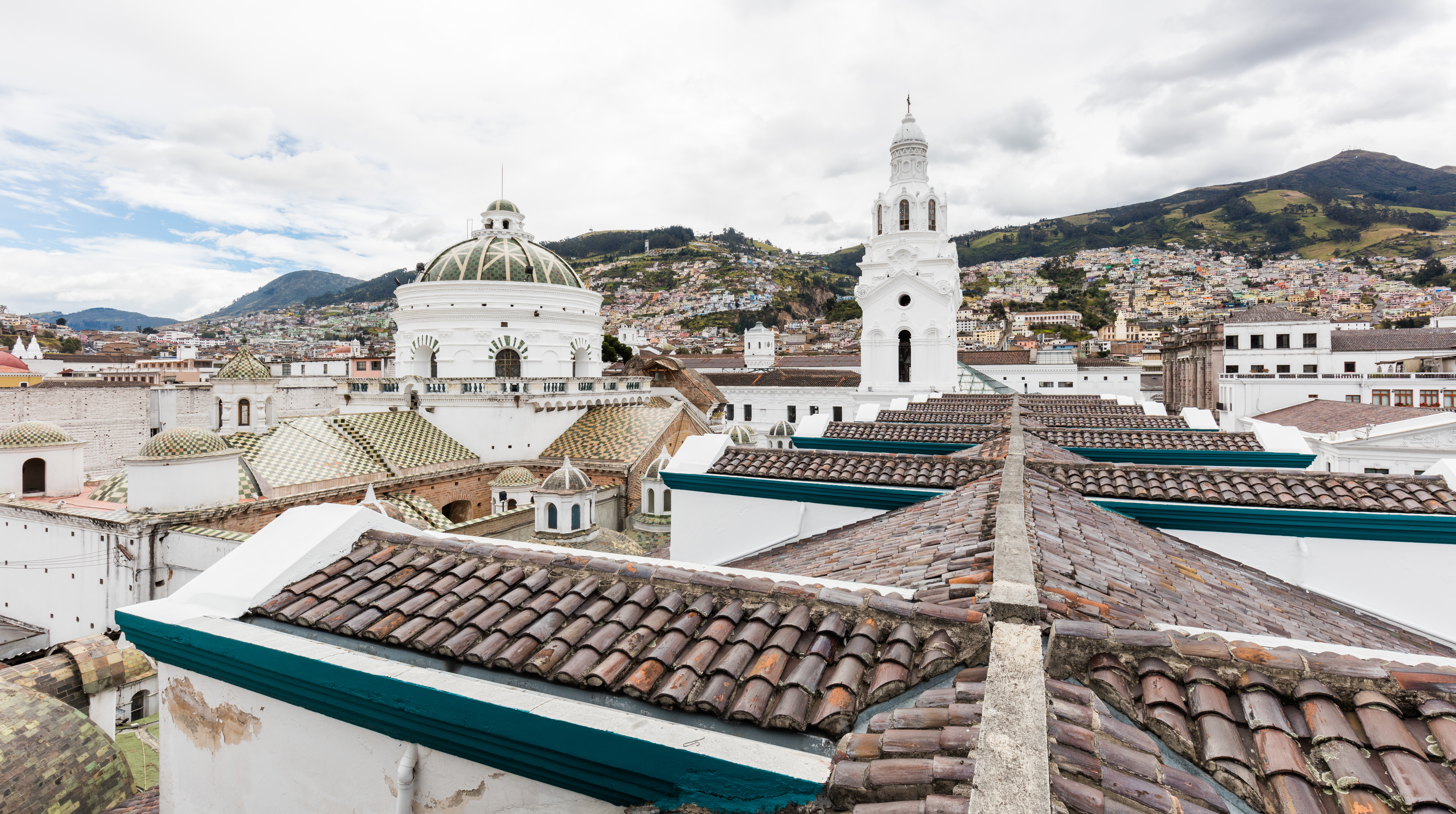
سقف، گنبد، سقف فانوس و برج ناقوس
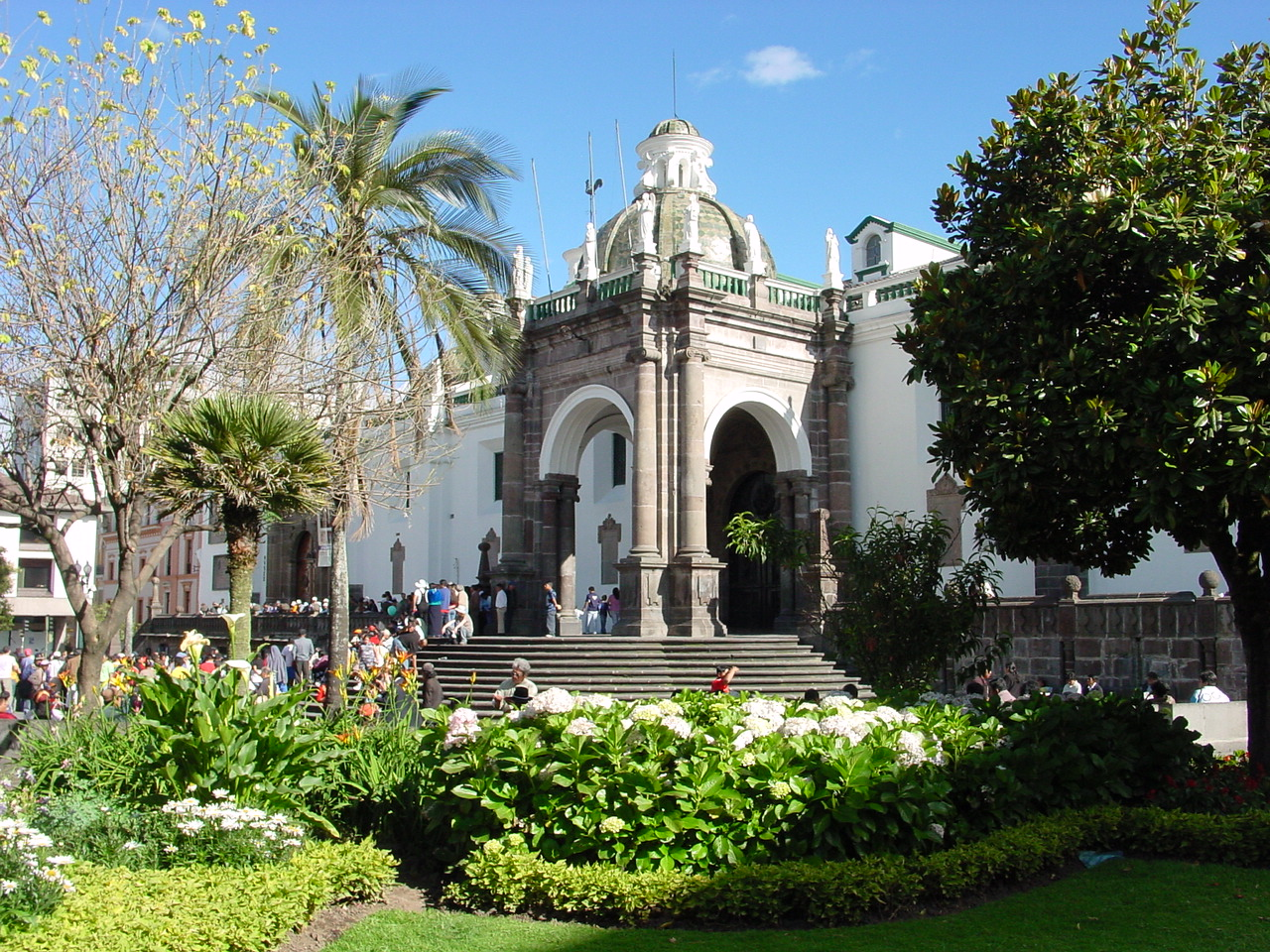
ارتفاع شمال شرقی کلیسای جامع، در پلازا، توسط ورودی "طاق کاروندلت" (ساخته شده در سال ۱۷۹۷) و راه پله آن تسلط دارد.
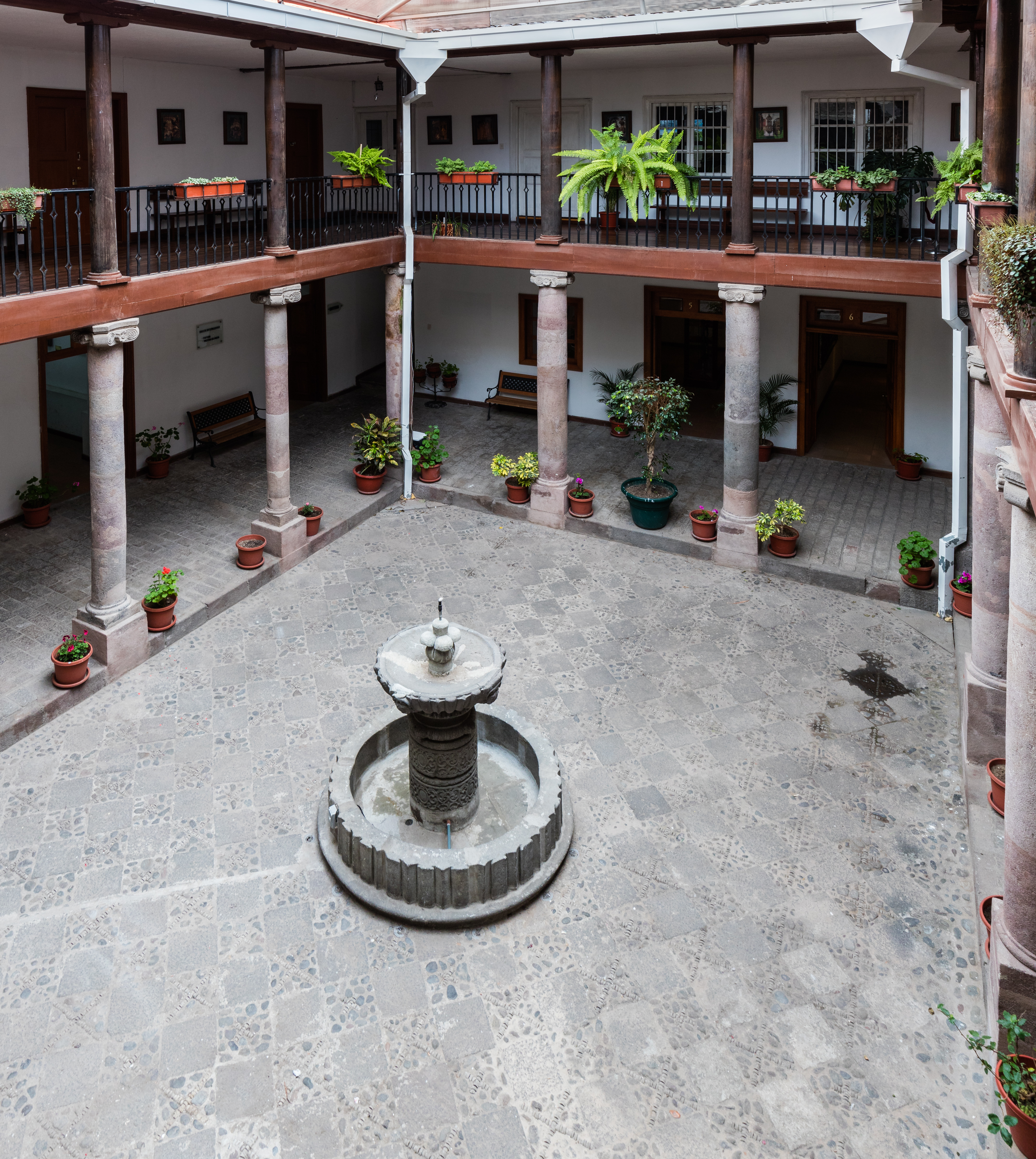
موزه کلیسای جامع
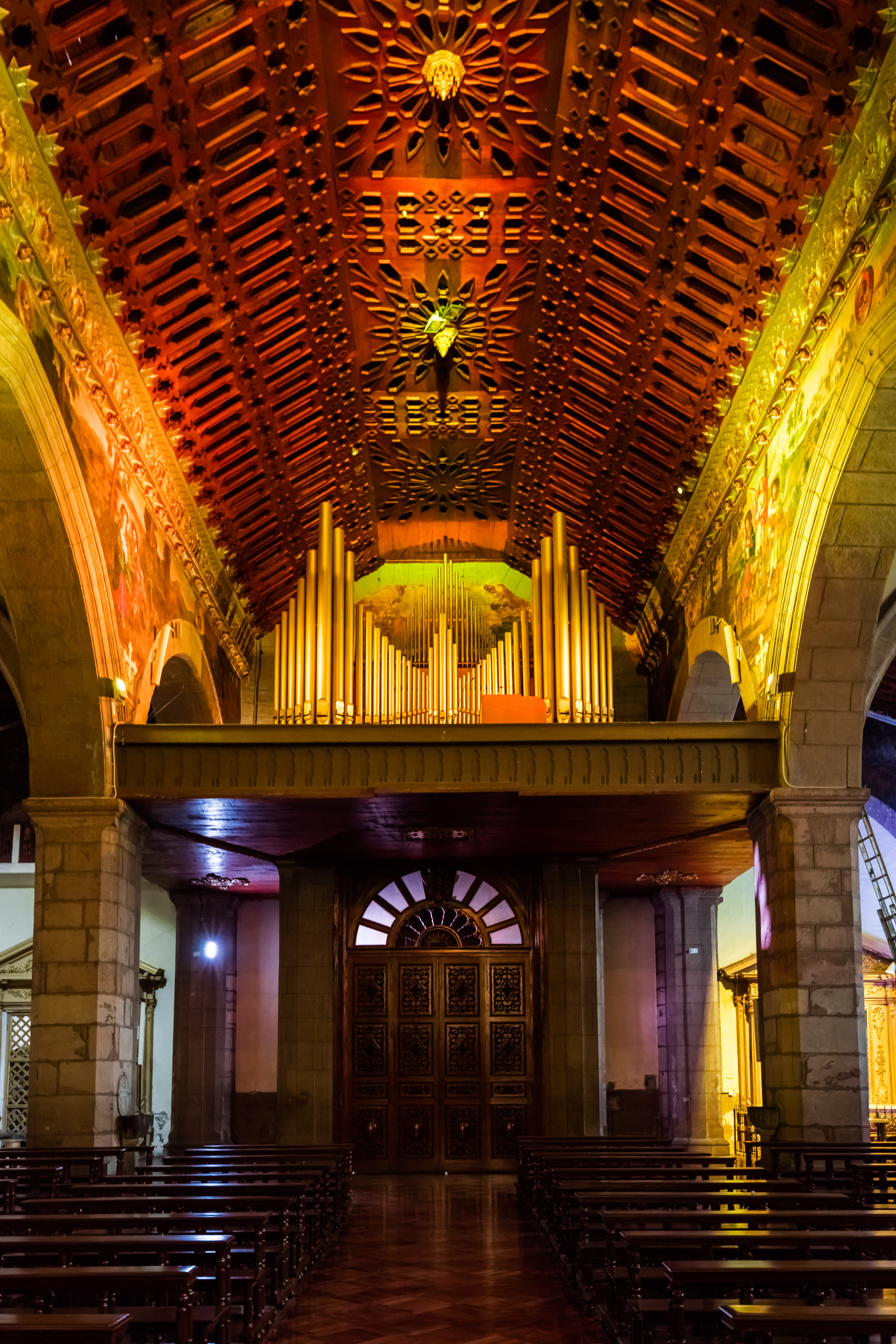
نمای شبستان اصلی از محراب ( ارگ لوله از قرن ۱۸)
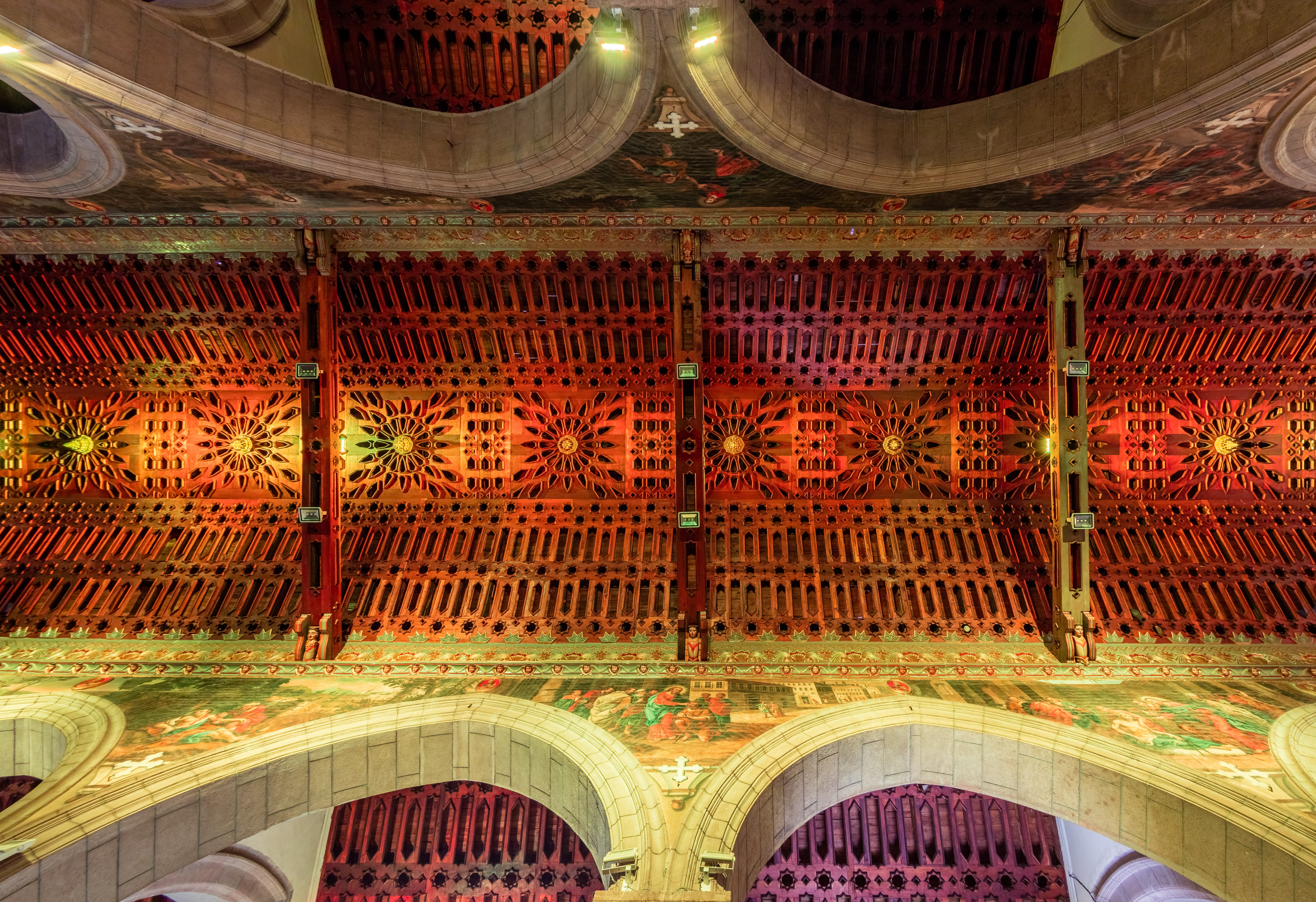
قرن هفدهم Mudéjar artesonado از شبستان اصلی
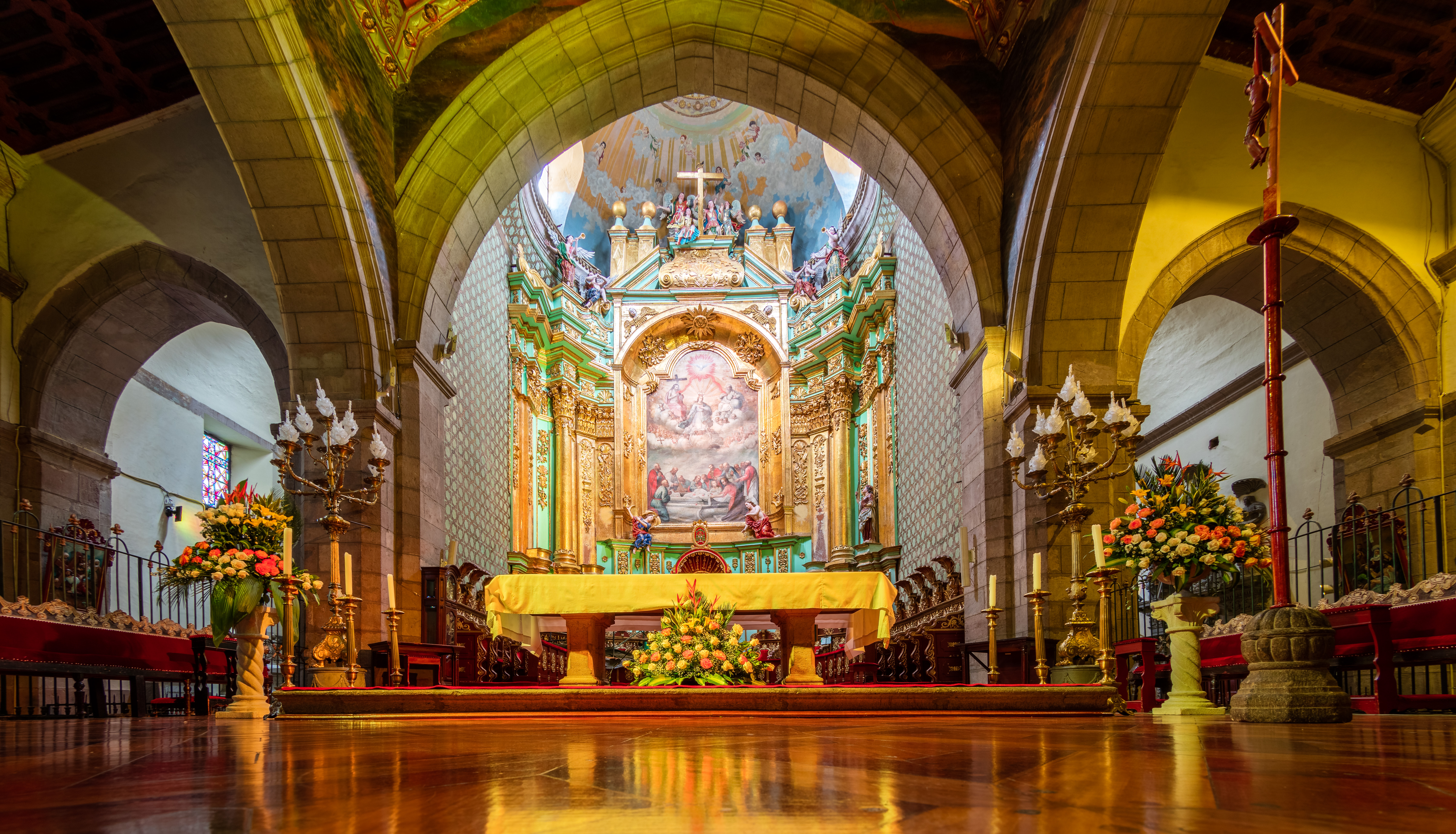
محراب قرن هجدهم سانتا آنا
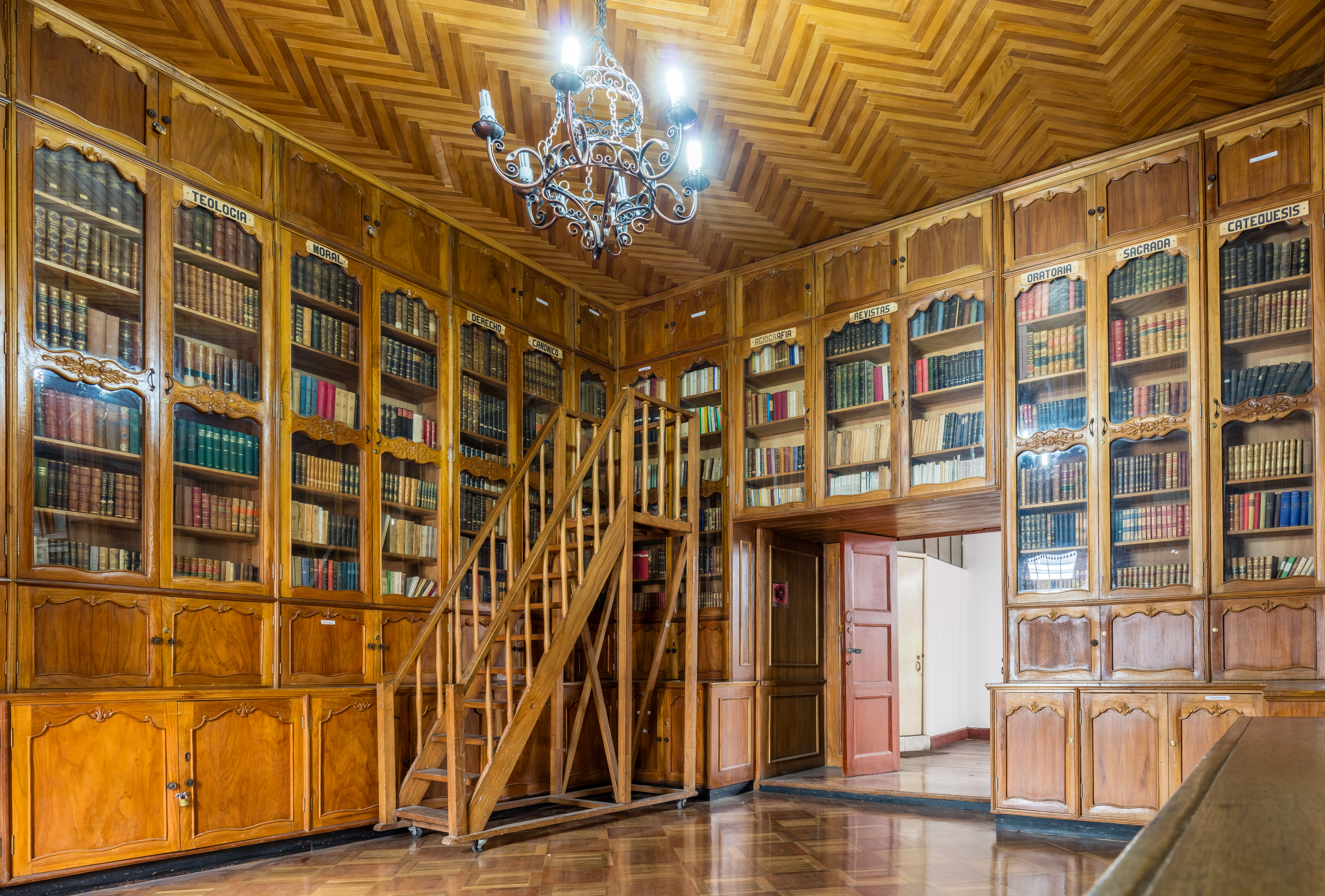
کتابخانه اسقفی
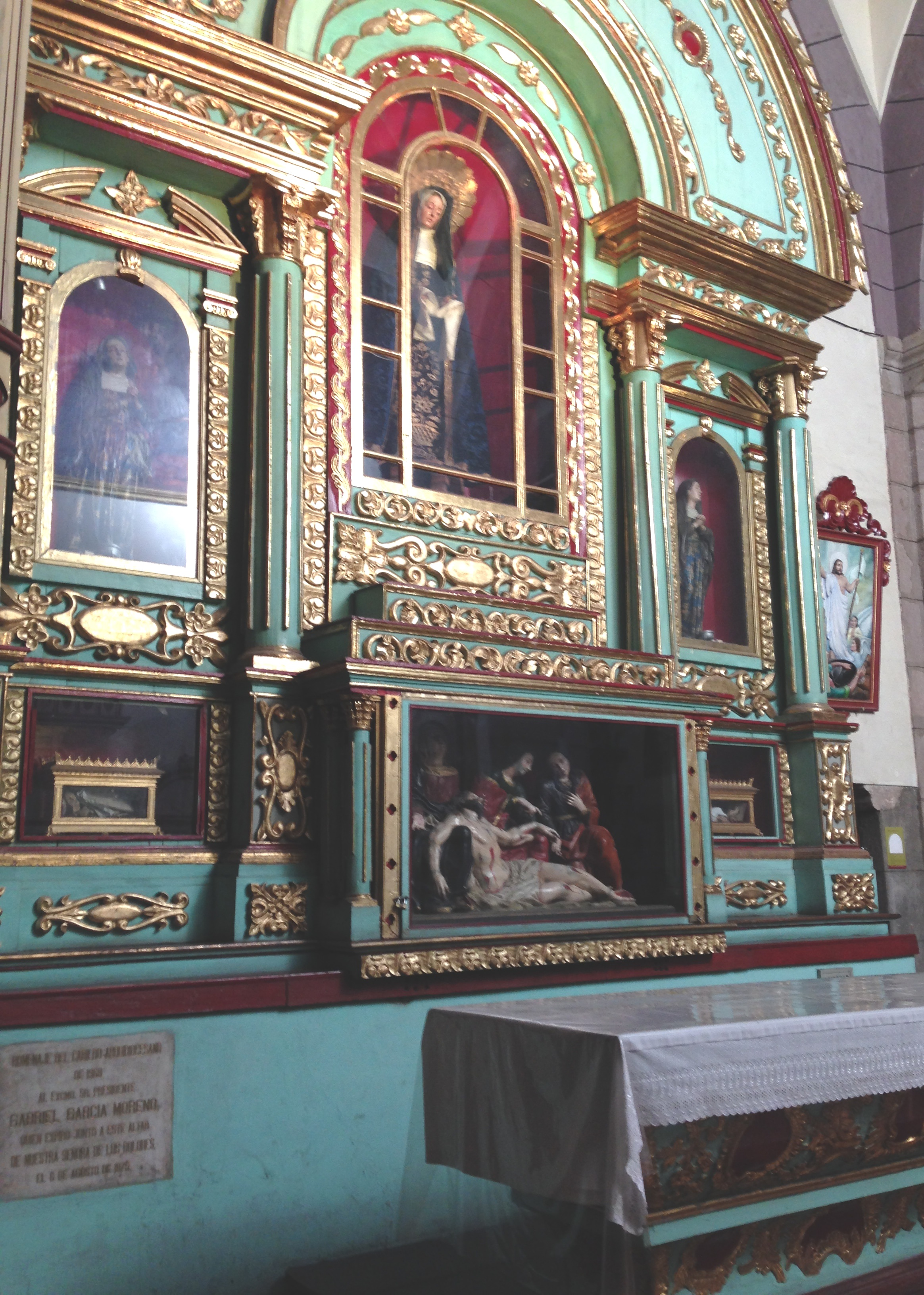
محراب بانوی غم ها
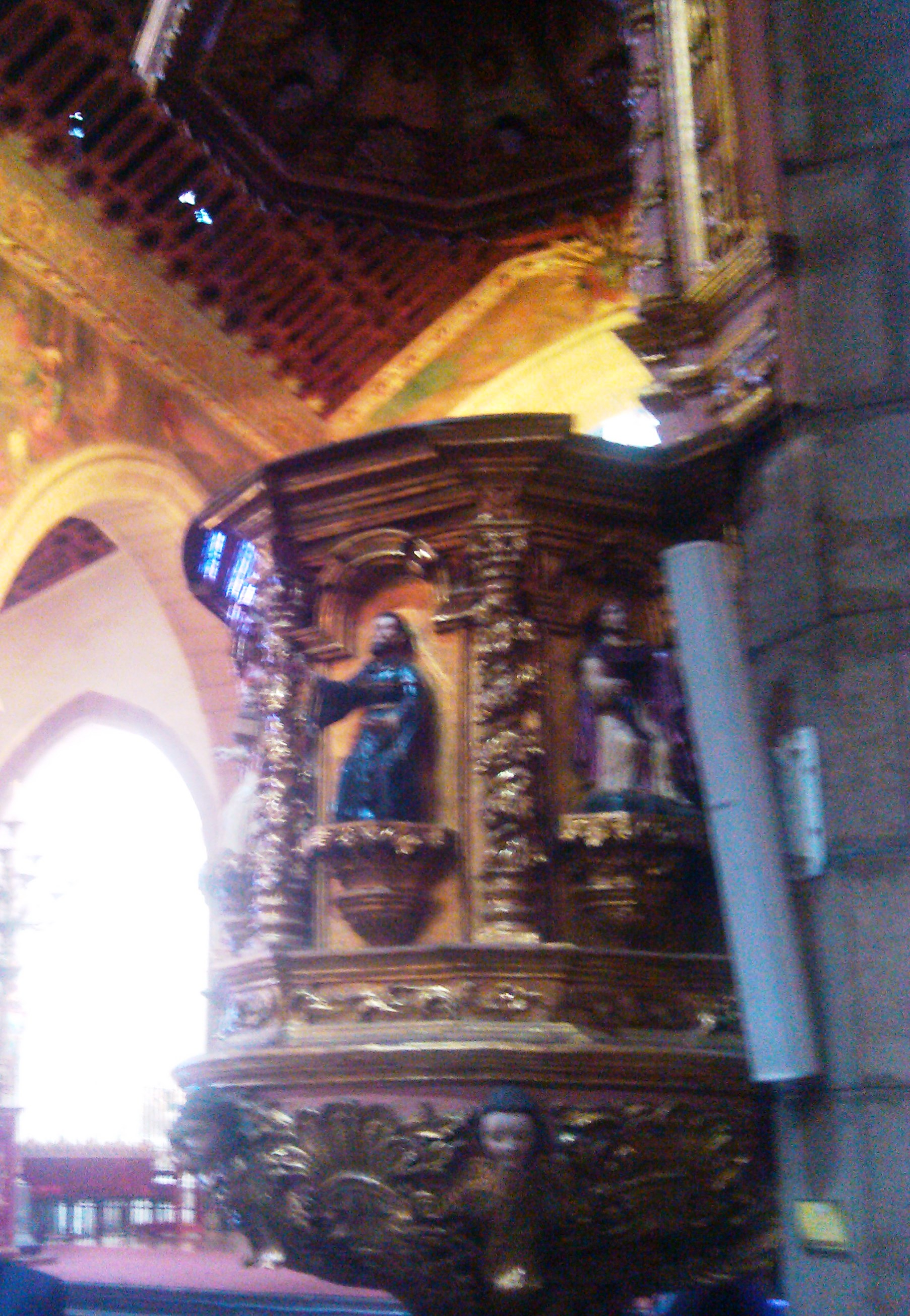
منبر
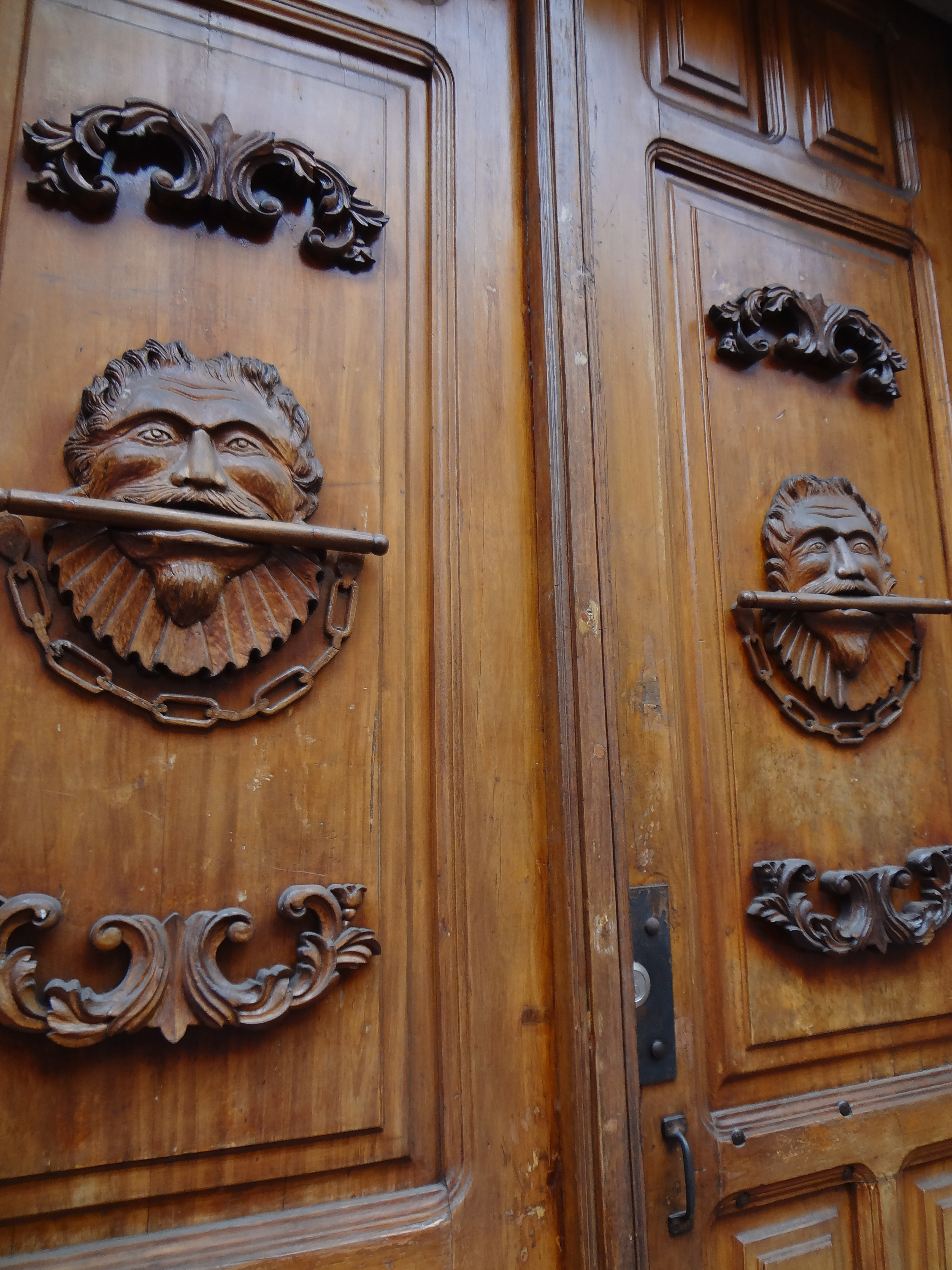
در حکاکی شده استعماری
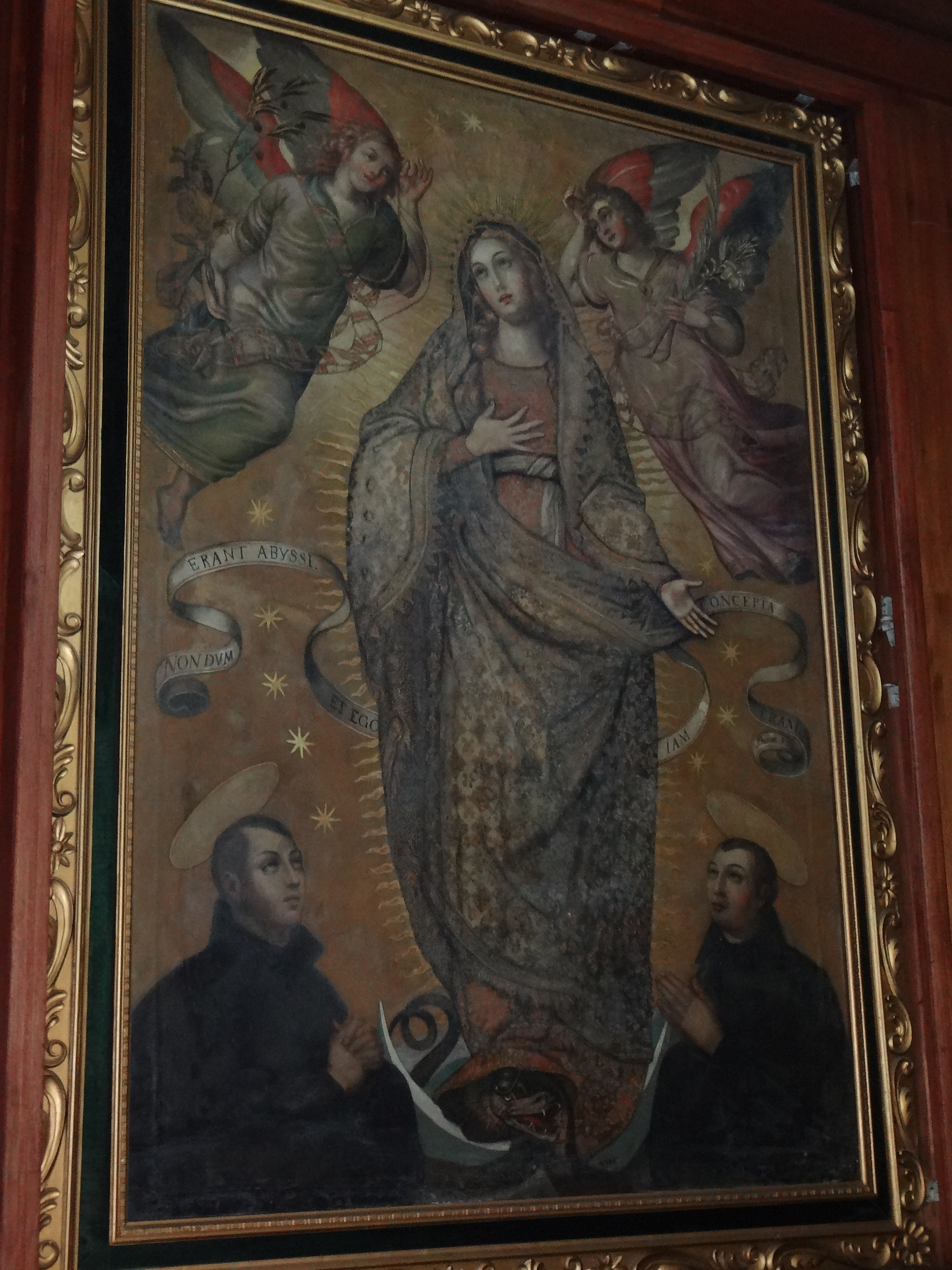
نقاشی مدرسه استعماری کیتو در موزه کلیسای جامع